# Eleccions legislatives georgianes de 1990
Les eleccions legislatives georgianes de 1990 foren dutes a terme el 28 d'octubre de 1990 en l'encara República Socialista Soviètica de Geòrgia. Van ser les primeres eleccions parlamentàries lliures a Geòrgia des de 1919. Un total de 250 diputats van ser elegits per al Congrés dels Soviets de l'RSS de Geòrgia per un període de cinc anys, el 30% d'ells del Partit Comunista i el 54% de la coalició nacionalista Taula Ronda - Geòrgia Lliure. La Unió Pangeorgiana de la Concòrdia Nacional i el Renaixement va rebre el 3,4% dels vots i cap escó al Congrés. Entre els diputats electes de la "Taula Rodona - Geòrgia Lliure" hi havia Zviad Gamsakhurdia, qui va ser elegit pel Congrés com a President del Presidium del Soviet Suprem el 14 de novembre, de manera efectiva el líder de Geòrgia.
El parlament escollit va ser el responsable d'algunes de les decisions més importants en la història moderna de Geòrgia, com la declaració d'independència de la Unió Soviètica, l'adopció de la primera Constitució de la República de Geòrgia, així com la revocació de l'autonomia d'Ossètia del Sud i la posterior guerra.
Va ser les primeres i úniques eleccions lliures al Congrés dels Soviets de la República Socialista Soviètica de Geòrgia. El Congrés va deixar de funcionar després del cop d'Estat del 6 de gener de 1992, i alguns dels seus membres van participar en la guerra civil subsegüent. El Parlament de Geòrgia va ser restituït el març de 1992 com a Consell d'Estat i es convocaren noves eleccions legislatives el 4 d'agost del mateix any.

## Results
| Parties and coalitions                                      | Parties and coalitions                                      | %     | Seats |
| ----------------------------------------------------------- | ----------------------------------------------------------- | ----- | ----- |
| Taula Rodona - Geòrgia Lliure                               | Taula Rodona - Geòrgia Lliure                               | 54%   | 155   |
| Partit Comunista de la Unió Soviètica                       | Partit Comunista de la Unió Soviètica                       | 30%   | 64    |
| Unió Pangeorgiana de la Concòrdia Nacional i el Renaixement | Unió Pangeorgiana de la Concòrdia Nacional i el Renaixement | 3,4%  | -     |
| Independents                                                | Independents                                                | 12,6% | 31    |
| Total                                                       | Total                                                       | 100%  | 250   |